# Crepis marschallii
Crepis marschallii là một loài thực vật có hoa trong họ Cúc. Loài này được (C.A.Mey.) F.W.Schultz mô tả khoa học đầu tiên năm 1840.